# 萨萨里语
萨萨里语（Sassaresu），又称萨萨里方言，是義大利-達爾馬提亞語支下屬的一種語言，在傳統上位於科西嘉語和撒丁語之間。儘管受到了很強的撒丁語影響（特別是詞彙和發音），萨萨里语語仍然保留了其托斯卡納語的根源。現在薩沙里語的使用者約有12萬人，大部分集中在撒丁島西北部沿海地區。薩沙里語在撒丁島擁有官方語言的地位。